# Sous ma fenêtre, la boue
Sous ma fenêtre, la boue ⓘ (internationaler Titel:  The Mud Under My Window) ist ein französisch-belgischer Kurzfilm für Jugendliche unter der Regie von Violette Delvoye aus dem Jahr 2025. Der Animationsfilm feierte bei den 75. Internationalen Filmfestspielen Berlin 2025 seine internationale Premiere in der Sektion Berlinale Generation 14plus.

## Handlung
Emma ist 14 Jahre alt und verbringt mit ihrer Mutter Helene einen trostlosen Sonntag in ihrer kleinen Wohnung. Das Mädchen ist voller Abwehr gegen seine Mutter und idealisiert seine zweite Mutter, die weit weg wohnt und die es selten sieht. Aber ein Streit mit Helene zwingt Emma dazu, ihre Sicherheiten auf den Prüfstand zu stellen: Es wird ihr klar, dass es in der Welt so viele Realitäten gibt wie es Menschen gibt. Ein banaler Streit entwickelt sich zu einer tiefgreifenden Auseinandersetzung mit dem Gegenüber und den eigenen Überzeugungen.
Der Film erzählt von einem Punkt im Leben, an dem man seine Orientierung in der Welt neu ausrichten muss.

## Produktion

### Filmstab
Regie führte Violette Delvoye, von der auch das Drehbuch stammt. Die Musik komponierten David Baboulis und Charlotte Maison und für den Filmschnitt waren Mathilde Parquet und Violette Delvoye verantwortlich. Für das Sound Design war Frédéric Furnelle zuständig, für die Geräusche Philippe van Leer.

### Produktion und Förderungen
Produziert wurde der Film von Marion Barré, Christophe Beaujean und Jérémie Mazurek. Produktionsfirmen waren La Cellule Productions und OZÙ Productions.
Fördergelder kamen unter anderem vom Centre national du cinéma et de l’image animée und der Französischen Gemeinschaft Belgiens.

### Dreharbeiten und Veröffentlichung
Der Film wurde im Januar 2025 auf dem Festival Premier Plans in Angers erstmals gezeigt. Er feierte im Februar 2025 auf der Berlinale seine Internationale Premiere in der Sektion Berlinale Generation 14plus. Der weltweite Vertrieb und Verkauf wurde von La Luna Distribution übernommen.

## Auszeichnungen und Nominierungen
- 2025: Festival Premiers Plans, Angers
- 2025: Internationale Filmfestspiele Berlin
- 2025: Le Festival International du Film d’Animation de Bruxelles[6]